# 5644 Maureenbell
Az 5644 Maureenbell (ideiglenes jelöléssel 1990 QG2) a Naprendszer kisbolygóövében található aszteroida. Henry Holt fedezte fel 1990. augusztus 22-én.